# Gabriel Loire

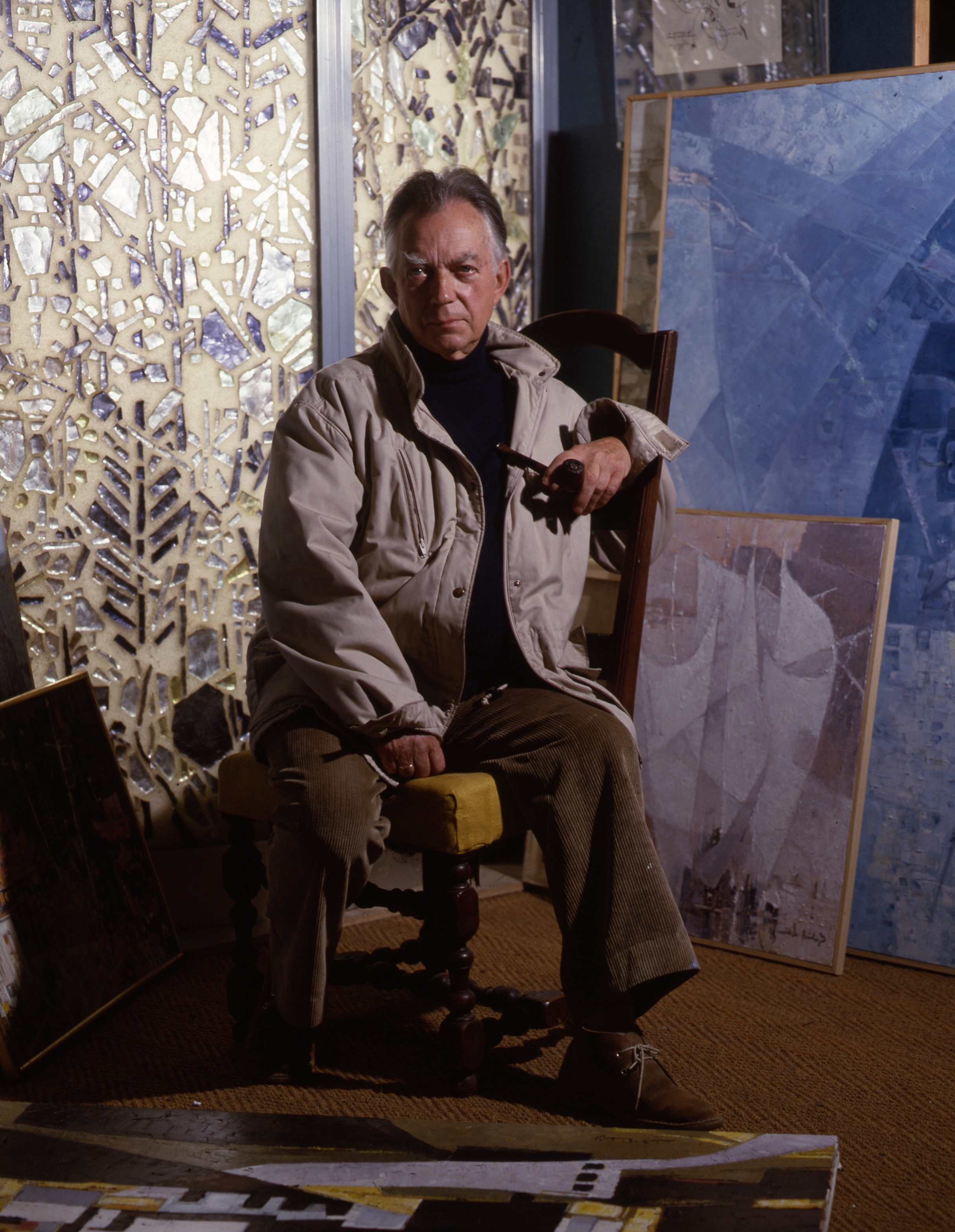
Gabriel Loire (1983)

Gabriel Loire (* 21. April 1904 in Pouancé, Anjou; † 27. Dezember 1996 bei Chartres) war ein französischer Glasmaler, Maler und Zeichner.

## Biografie
Gabriel Loire erhielt nach einem Studium in Angers 1926 in der Werkstatt des Glasmalers Charles Lorin in Chartres seine künstlerische und handwerkliche Ausbildung. Als er, mittlerweile Teilhaber, seine Lehrwerkstatt 1936 verließ, war er vertraglich verpflichtet, sich zehn Jahre lang nicht als selbständiger Glasmaler niederzulassen. Während dieser Zeit ernährte er sich und seine Familie mit wechselnden Arbeiten als Bildhauer, Keramiker, Maler und Illustrator.
1946 gründete er eine eigene Glasmalerwerkstatt in Lèves, einem Vorort von Chartres. Seit Anfang der 1960er Jahre arbeitete er mit seinem Sohn Jacques, dem er 1971 die Leitung der Werkstatt übergab, während er sich vorwiegend der Öl- und Gouachemalerei widmete. Daneben arbeitete er immer wieder als Zeichner.
Vor allem in den 1950er und 1960er Jahren schuf er in aller Welt, insbesondere in Frankreich und den USA, für weit über 800 Kirchen, vereinzelt auch für Profanbauten, Glasfenster. Gabriel Loire gilt als Wegbereiter und herausragender Vertreter der Dickglasmalerei. Nahezu ausschließlich verwendete er nicht, wie seit karolingischer Zeit üblich, in Blei gefasstes dünnes Glas, sondern etwa zweieinhalb Zentimeter starkes Dickglas (dalle de verre), das, passgerecht zerlegt, in Beton eingegossen wird. Die Lichtbrechungen der behauenen Glasstücke und die dunklen Lineaturen der Betonstege verleihen den Glasfenstern eine eigene Wirkung von intensiver Strahlkraft.

## Hauptwerke
- Bildfenster der Kirche Unsere Liebe Frau von Lourdes (Casablanca) (1956)
- Glasfenster der Basilika Unserer Lieben Frau von Lourdes (Santiago de Chile) (1958)
- Glasfenster der neuen Kaiser-Wilhelm-Gedächtniskirche in Berlin (1960–1963; Architekt: Egon Eiermann)
- Chorfenster der Kathedrale von Salisbury (1980)
- Spiralfenster der Thanksgiving Chapel in Dallas, Texas (1975/76; Architekt: Philip Johnson)
- Glasfensterturm im Open Air Museum von Hakone, Japan (1973/74)
- Glasfenster in der Kirche Notre-Dame de Consolation in Hyères, Südfrankreich (1952/53)
- Glasfenster in der Pfarrkirche St. Barbara in Dudweiler
- Glasfenster in der Kirche Notre-Dame au Cierge in Épinal, Lothringen (1958/59)
- Glasfenster in der Christ Episcopal Church in Los Altos, Kalifornien (1984)
- Mosaik (Entwurf) am Grab Franz Stock, Kirche Saint Jean Baptiste de Rechevres, Chartres
- Glasfenster in der Kirche Sacre Cœur in Lourdes (1966 bis 1985)